# Neutral partikel
En neutral partikel är en partikel som saknar elektrisk laddning i den miljö där den befinner sig. Det används om atomer, molekyler och större partiklar. Samma ämne kan ha olika laddning till exempel beroende på pH-värdet i den vätska det är löst i.